# Métier à tisser horizontal
Le métier horizontal est la forme la plus simple des métiers à tisser et remonte au moins au 6e millénaire avant notre ère, comme l'attestent les découvertes de textiles carbonisés mis au jour à Catal Hüyük (Broudy 1979, p. 38). L’évolution des techniques montre que la position horizontale permet une plus grande rapidité d’exécution. Le plus célèbre des métiers horizontaux est le métier Jacquard.

## Histoire
Dès la plus haute antiquité, le travail de tissage horizontal se pratiquait à même le sol avec un cadre de bois sur lequel les fils de chaîne étaient tendus sur les deux montants (avant et arrière) appelés ensouples par la suite. Le fil de trame était enfilé entre la chaîne avec une petite bobine ou navette plate.

## Avantages
Le système de harnais-lisses actionné par des poulies permet une plus grande ouverture des fils de chaîne (foulée ou pas). Cet angle d’ouverture de la foulée permet un meilleur passage de la navette. Celle-ci peut être lancée manuellement ou mécaniquement (navette volante). Le battant qui supporte le peigne est plus facile à manœuvrer d’avant en arrière.

## Constitution
a : Façure : partie d’étoffe non enroulée comprise entre le rouleau et le dernier fil de trame.
b : Médée : espace compris entre la façure et le harnais (lisses). 
c : Longueur : espace compris entre le harnais (lisse arrière) et l’ensouple.
d : Foulée ou pas : espace ou angle formé par les fils de chaîne pairs et impairs soulevés et abaissés par les lisses. Cet espace permet à la navette de passer d’un bord à l’autre du métier.
1 : Ensouple avant, rouleau de tissu : rouleau qui emmagasine l’étoffe tissée.
1b : Ensouple arrière ou rouleau de chaîne : rouleau sur lequel sont enroulés tous les fils de chaîne après l'ourdissage, qui est le travail de préparation le plus long et le plus délicat puisqu’il détermine la qualité du tissu.
2 : Régulateur : muni d’une roue à cliquet, ce système permet de tendre l’étoffe et les fils de chaîne à la tension voulue.
3 : Battant support de peigne : le peigne muni de dents permet la distribution des fils de chaîne et de tasser le fil de trame à chaque passage.
4 : Poulies : permet d’actionner le harnais et de faire monter et descendre les lisses et les fils de chaîne.
5 : Fil de chaîne : fils qui sont la base de l’étoffe, parallèles aux lisières dans le sens de la longueur. Le nombre varie selon la qualité et le genre de tissu à obtenir, il est préparé sur un ourdissoir avant d’être enroulé sur l’ensouple. 
6 : Verge ou barre d’enverjure ou barre d’encroix : tous les fils de chaîne sont envergés ou encroisés sur des baguettes de bois appelées verges qui maintiennent les fils dans leur position. Cette verge permet de remettre le fil au bon endroit en cas de rupture de celui-ci.
7 : Fil de trame : fil qui est enroulé sur une canette qui est placée dans la navette. La quantité de trame qui est déroulée et insérée par la navette, d’une lisière à l’autre, est appelée duite.
8  : Navette portant la cannette et le fil de trame : élément de bois qui permet d’insérer le fil de trame d’un bord à l’autre du métier. Les extrémités de la navette sont façonnées en pointe pour permettre le passage entre les fils de chaîne sans accrocs. Ces pointes sont métalliques dans le cas d’une navette lancée (ou navette volante) par un marteau ou fouet sur les métiers mécanisés.
9 : Pédalier : mécanisme qui supporte les pédales ou marches.
10  : Pédales ou marches : reliées au système de harnais, permettent d’actionner les lisses et de faire monter et descendre les fils de chaîne.
11 : Harnais ou corps de remisses : ensemble qui permet de manœuvrer les fils de chaîne par l’intermédiaire des pédales et des lisses.
12  : Marionnettes : partie du harnais dont la planchette inférieure est reliée aux pédales et la planchette supérieure reliée aux poulies. Entre les deux planchettes se trouvent les lisses (ou lices).
13  : Lisses ou lices : aiguilles métalliques qui supportent les fils de chaîne par l’intermédiaire des mailles ou maillons.
13b : Mailles ou maillons : partie centrale de la lisse, dont l’ouverture laisse passer le fil de chaîne. Les mailles sont utilisées pour les tissus unis et les maillons pour des tissus façonnés.
14 : Contre-poids : placé sur l’ensouple, il sert à maintenir la tension des fils de chaîne.

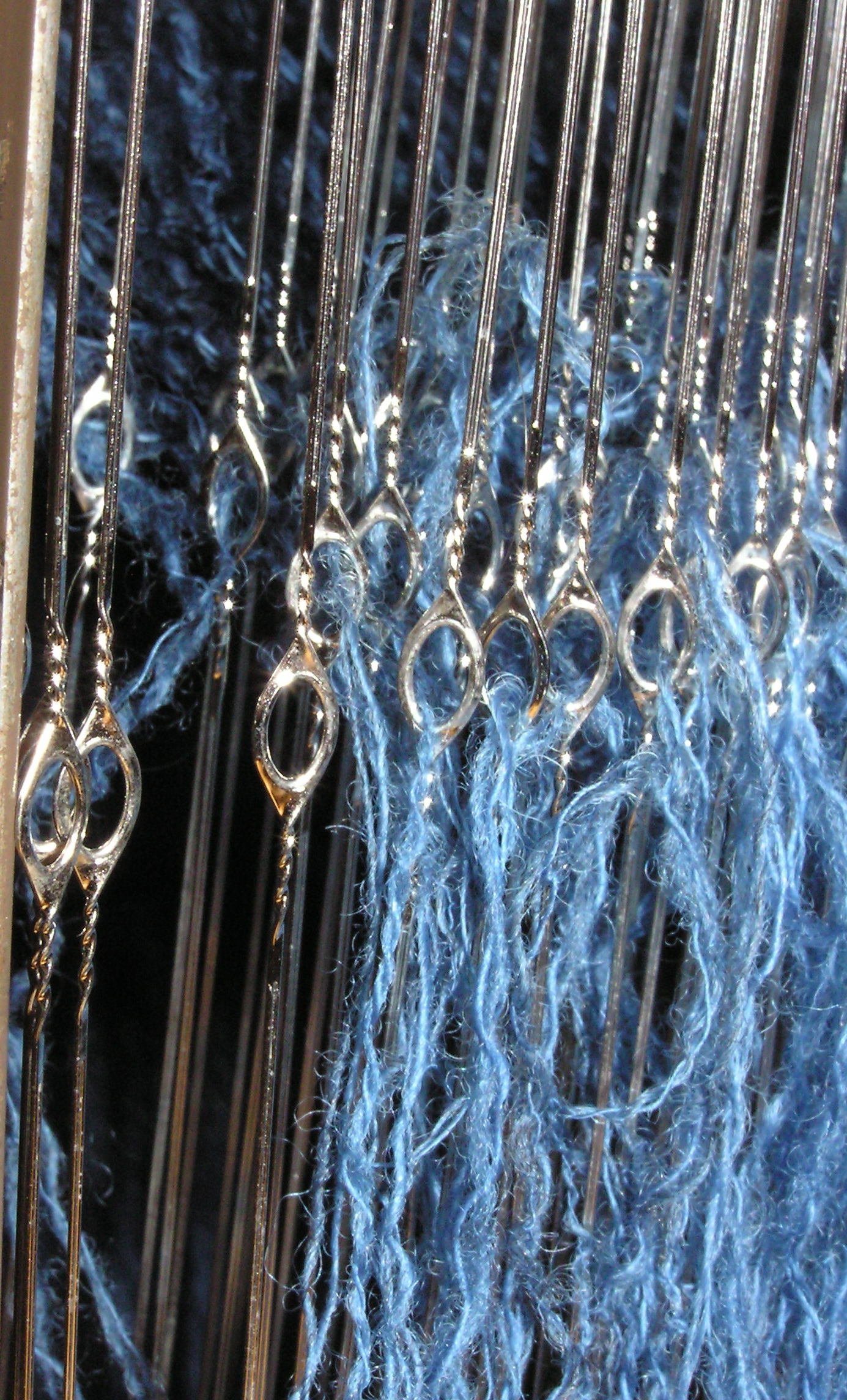
Fil de chaîne dans les lisses
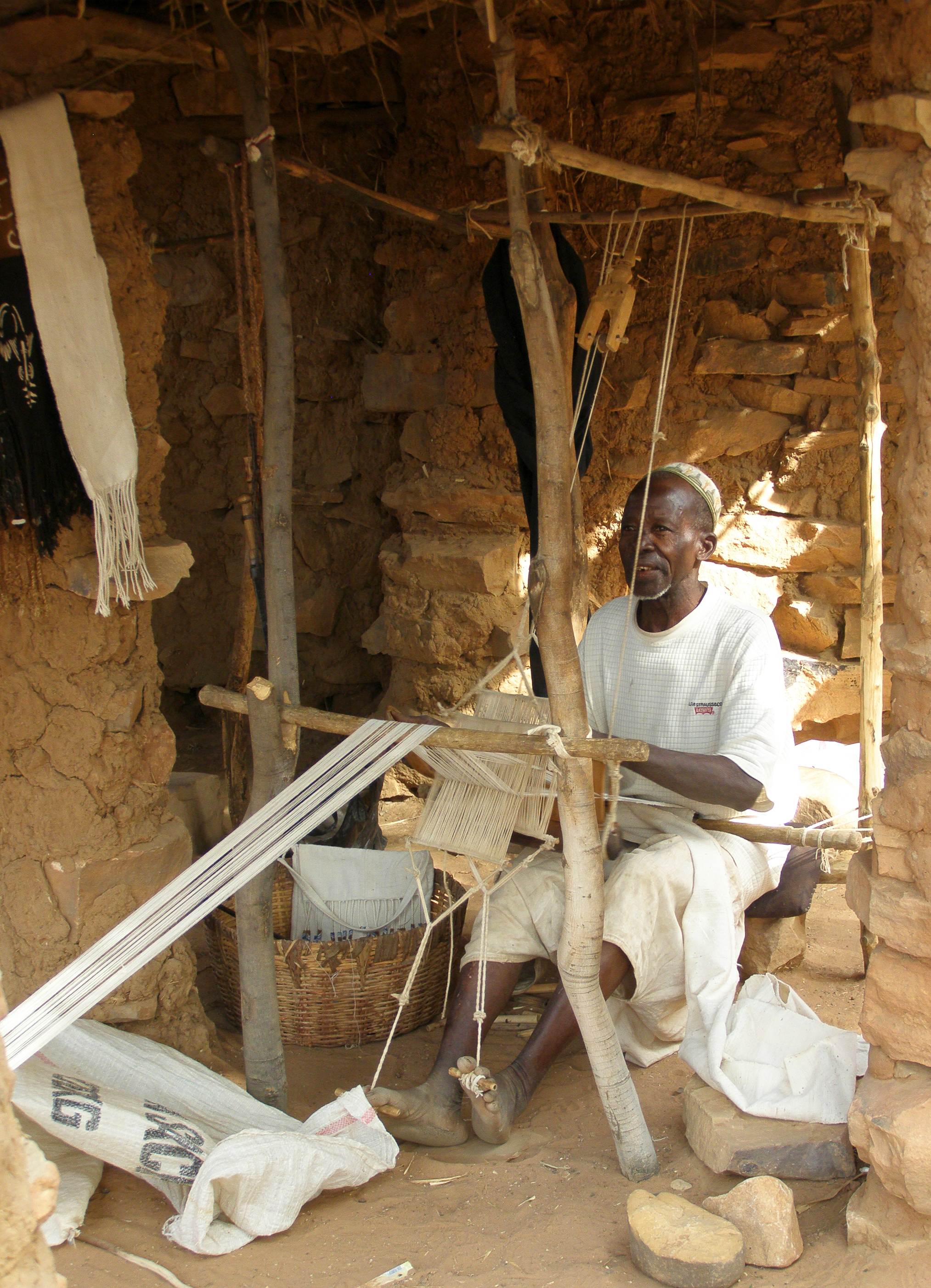
Mali, fabrication de bandes de tissu pour bogolan
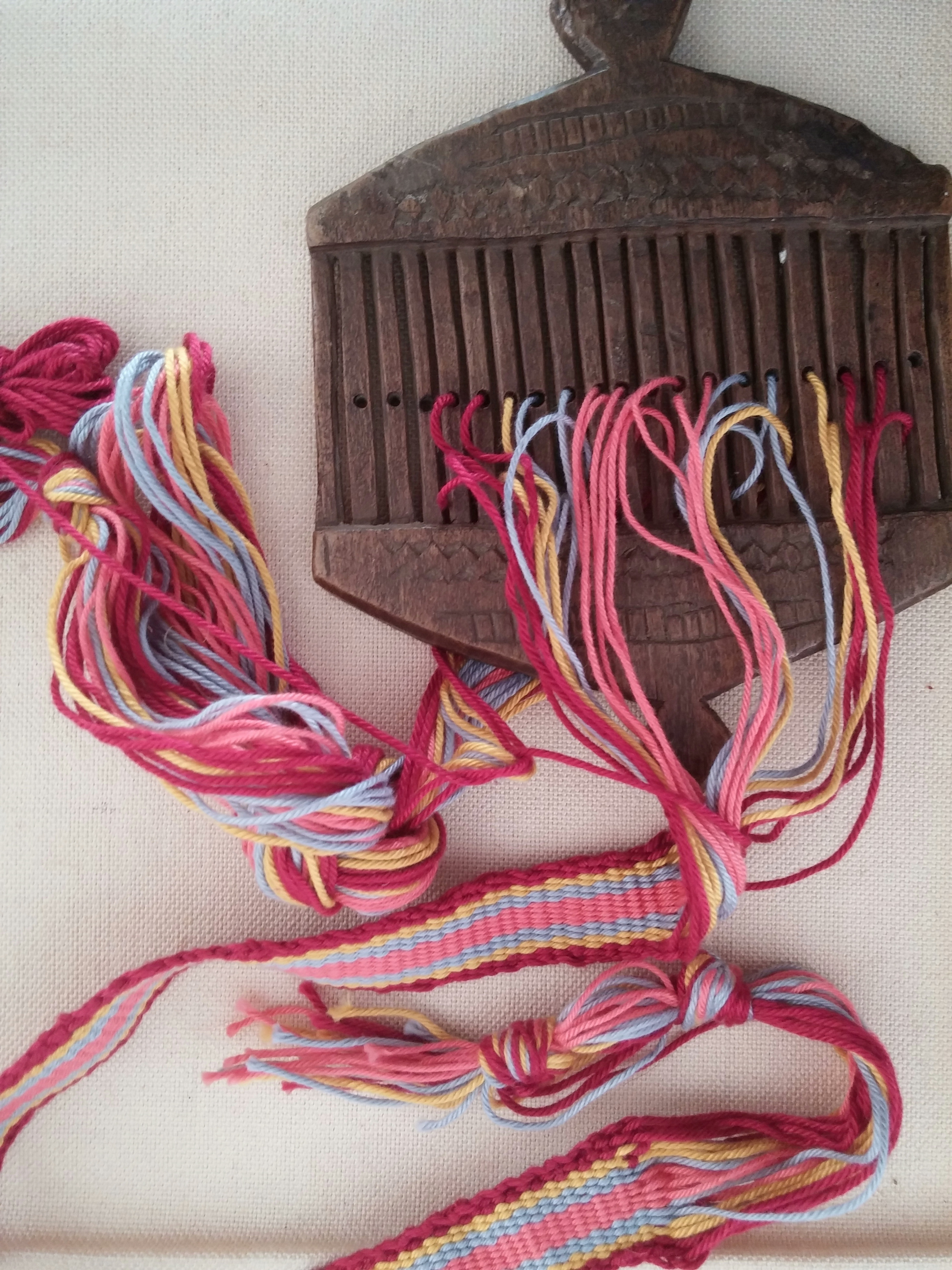
Lisse rigide sur métier à tisser à sangle arrière, non tendue
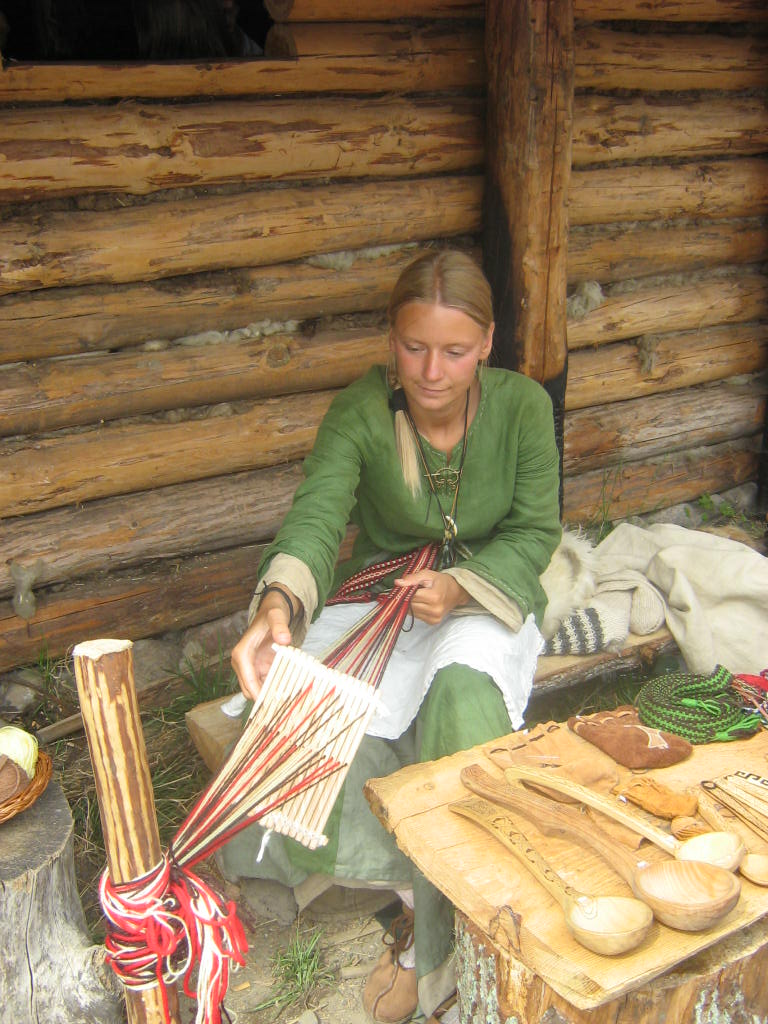
Wolinie, Pologne
- Amérique latine